# Drapelul Regatului Unit

Union Jack, drapelul Regatului Unit, raport 3:5

Union Flag (Steagul Uniunii) este drapelul Regatului Unit. Apare și pe steagurile multor colonii, teritorii sau foste dependențe ale Regatului Unit. (ex. Australia, Noua Zeelandă, Niue, Fiji, Tuvalu, Insulele Pitcairn).
Desenul Union Jack datează de la Actul Unirii din 1801, care a unit Regatul Marii Britanii și Regatul Irlandei (anterior în uniune personală) pentru a crea Regatul Unit al Marii Britanii și Irlandei. Steagul este format din crucea roșie a Sfântului Gheorghe (patronul Angliei, care reprezintă și Țara Galilor), mărginită în alb, suprapusă pe saltirul Sfântului Patrick (patronul Irlandei), de asemenea mărginit în alb, care sunt suprapuse pe saltirul Sfântului Andrei (patronul Scoției). Țara Galilor nu este reprezentată în Steagul Uniunii de sfântul patron al Țării Galilor, Sfântul David, deoarece steagul a fost conceput în timp ce Țara Galilor făcea parte din Regatul Angliei .
Proporțiile drapelului pe uscat și ale drapelului de război folosit de armata britanică sunt de 3:5.  Proporțiile înălțime/lungime ale drapelului pe mare sunt de 1:2. Steagul Uniunii figurează și în cantonul drapelelor Marinei Regale, Forțelor Aeriene Regale și Marinei Comerciale Britanice. Aceste steaguri sunt cunoscute sub numele de ensigns .
Steagul anterior al Marii Britanii a fost stabilit în 1606 printr-o proclamație a regelui Iacob al VI-lea și al I-lea al Scoției și Angliei. Noul steag al Regatului Unit a fost creat oficial printr-un Ordin în Consiliu din 1801, blazonul său fiind următorul
Steagul Uniunii va fi de azur, Crucile în saltire ale Sfântului Andrei și Sfântului Patrick trimestriale în saltire, contrachimbate, de argint și de gulie, cea din urmă fimbriată a doua, surmontată de Crucea Sfântului Gheorghe a treia fimbriată ca saltire. 
Nu au fost specificate culori oficiale standardizate, deși Flag Institute definește culorile roșu și albastru regal ca fiind Pantone 186 C (RGB 207, 20, 43) și, respectiv, Pantone 280 C (RGB 0, 36, 125) .

## Arborarea drapelului
Steagul Uniunii poate fi arborat de orice persoană sau organizație din Marea Britanie în orice zi aleasă. Reglementările legale restricționează utilizarea Union Flag pe clădirile guvernamentale din Irlanda de Nord. Restricțiile de lungă durată privind utilizarea drapelului de către guvernul britanic în alte părți au fost abolite în iulie 2007 .

### Cu susul în jos
Deși steagul pare simetric, liniile albe de deasupra și de sub diagonala roșie au lățimi diferite. Pe partea mai apropiată de catarg (sau pe stânga atunci când este reprezentată pe hârtie), liniile albe de deasupra diagonalelor sunt mai late; pe partea mai îndepărtată de catarg (sau pe dreapta atunci când este reprezentată pe hârtie), inversul este adevărat. Astfel, la rotirea drapelului cu 180 de grade nu se va observa nicio schimbare, dar dacă este oglindit, drapelul va fi cu susul în jos .
Plasarea drapelului cu susul în jos este considerată lèse majesté și este ofensatoare pentru unii . Cu toate acestea, poate fi arborat cu susul în jos ca semnal de ajutor. Deși acest lucru este rar, a fost folosit de grupuri aflate sub asediu în timpul Războiului Boer și în timpul campaniilor din India la sfârșitul secolului al XVIII-lea.

### Salteaua Sfântului Patrick
Din cauza pozițiilor relative ale saltierelor Sfântului Patrick și Sfântului Andrei, steagul Regatului Unit nu este simetric. Salteaua roșie a Sfântului Patrick este decalată astfel încât să nu reducă salteaua albă a Sfântului Andrei la o simplă margine. Saltirea Sfântului Andrei are o poziție mai înaltă pe partea de ridicare, iar saltirea Sfântului Patrick are o poziție mai înaltă pe partea opusă .

### Pe jumătate arborat
Steagul Uniunii este arborat de pe clădirile guvernamentale britanice la jumătate de catarg în următoarele situații :
- de la anunțarea decesului suveranului (se face o excepție pentru Proclamation Day - ziua în care este proclamat noul suveran, când drapelul este arborat în catarg maxim de la ora 11.00 până la apusul soarelui)

- ziua înmormântării unui membru al familiei regale britanice
- înmormântarea unui șef de stat străin
- funeraliile unui fost prim-ministru britanic

Suveranul declară uneori alte zile în care Steagul Uniunii trebuie să fluture la jumătate de catarg. Jumătate de catarg înseamnă că drapelul este arborat la două treimi din înălțimea catargului, cu cel puțin înălțimea drapelului între vârful drapelului și vârful catargului .

## Nume
Conform Flag Institute: „Se afirmă adesea că Steagul Uniunii ar trebui să fie descris ca Union Jack doar atunci când este arborat în prova unei nave de război, dar aceasta este o idee relativ recentă. În 1902, o circulară a Amiralității a anunțat că domniile lor au decis că ambele denumiri pot fi folosite oficial. O astfel de utilizare a primit aprobarea Parlamentului în 1908, când s-a declarat că „Union Jack ar trebui să fie considerat drapelul național”. În pofida circularei din 1902 a Lor Lordships, până în 1913, Amiralitatea a descris „Union Flag” și a adăugat într-o notă de subsol că „A Jack is a Flag to be flown only on the «Jack» Staff” .

Etimologia cuvântului „Jack” în contextul stâlpilor de pavilion ajunge până în germana medie. Sufixul -kin a fost folosit în olandeza și germana medie ca diminutiv . Există exemple atât în Chaucer, cât și în Langland, deși forma este necunoscută în engleza veche. John este un prenume masculin comun (datând din Biblie), care apare în olandeză ca Jan. Ambele limbi îl folosesc ca formă generică pentru un bărbat în general . Cele două au fost combinate în olandeza medie Janke, de unde provine franceza medie Jakke și engleza medie Jack . Jack a ajuns să fie folosit pentru a identifica tot felul de obiecte deosebit de mici sau versiuni mici ale celor mai mari. OED are definiția 21 „Something insignificant, or smaller than the normal size” (Ceva nesemnificativ sau mai mic decât dimensiunea normală) și oferă exemple de această utilizare din 1530 până în 2014. Alte exemple din secțiunea compuși de la punctul 2b ilustrează acest lucru . Utilizarea originală a cuvântului jack pentru steagul maritim a fost „A ship's flag of a smaller size than the ensign, used at sea as a signal, or as an identifying device” (Steagul unei nave de dimensiuni mai mici decât pavilionul, folosit pe mare ca semnal sau ca dispozitiv de identificare). Jack era arborat în prova sau de la capul catargului spritsail pentru a indica naționalitatea navei: „You are alsoe for this present service to keepe in yor Jack at yor Boultspritt end and yor Pendant and yor Ordinance" Steagul Uniunii, atunci când a fost instanțiate ca un mic jack a devenit cunoscut sub numele de «Union Jack» și acest termen mai târziu transferat la utilizarea mai generală a pavilionului Uniunii. De asemenea, mai târziu, un catarg scurt a fost plasat în prova unei nave pentru a arbora jack, acest lucru a devenit cunoscut ca jackstaff .
1. ↑  Steagul Regatului Unit (ro) // Toate steagurile lumii
2. ↑  „Union Flag Specification | Image | Description | Diagram” (în engleză). The Flag Institute. Accesat în 18 martie 2025.
3. ↑  „Flag of the United Kingdom | History, Meaning, Colors & Design | Britannica” (în engleză). www.britannica.com. 23 ianuarie 2025. Accesat în 18 martie 2025.
4. ↑  Max Cryer, Curious English Words and Phrases: The Truth Behind the Expressions We Use (2012), p. 395: "When Britain's official flag settled down in 1801, its exact design and colouring were meticulously written out by Order of Council which described it as 'the Union Flag'... The correct formal wording of the Order of Council, 1801, was..." &c.
5. ↑  „Union Flag Specification | Image | Description | Diagram” (în engleză). The Flag Institute. Accesat în 18 martie 2025.
6. ↑  „National events and ceremonies - GOV.UK” (în engleză). www.gov.uk. 10 noiembrie 2024. Accesat în 18 martie 2025.
7. ↑  „19 цікавих фактів про прапори” (în ucraineană). Факти про все на світі. 7 iunie 2024. Accesat în 18 martie 2025.
8. ↑  Tempest, Matthew (19 ianuarie 2004), „Paisley to stand down as MEP”, The Guardian (în engleză), ISSN 0261-3077, accesat în 18 martie 2025
9. ↑  „33 цікавих факти про Великобританію” (în ucraineană). Факти про все на світі. 8 octombrie 2022. Accesat în 18 martie 2025.
10. ↑  „DCMS - Flag Flying || Information on Flying the Union Flag || Frequently Asked Questions”. web.archive.org. 16 octombrie 2008. Arhivat din original la 16 octombrie 2008. Accesat în 18 martie 2025.
11. ↑  „DCMS - Flag Flying || Information on Flying the Union Flag || Frequently Asked Questions”. web.archive.org. 16 octombrie 2008. Arhivat din original la 16 octombrie 2008. Accesat în 18 martie 2025.
12. ↑  The Lords Commissioners of the Admiralty (1911) [1908], Manual of Seamanship, vol. I, London: HMSO, p. 20
13. ↑  „-kin - Quick search results | Oxford English Dictionary” (în engleză). www.oed.com. Accesat în 18 martie 2025.
14. ↑  „John - Quick search results | Oxford English Dictionary” (în engleză). www.oed.com. Accesat în 18 martie 2025.
15. 1 2  „Jack, n.2 : Oxford English Dictionary” (în engleză). www.oed.com. Accesat în 18 martie 2025.
16. ↑  „Цікаві факти про Великобританію” (în ucraineană). Факти про все на світі!. 29 septembrie 2023. Accesat în 18 martie 2025.